# Margarida de Iorque
Margarida de Iorque (Castelo de Fotheringhay, 3 de maio de 1446 — Mechelen, 28 de novembro de 1503), foi a filha de Ricardo, 3.° Duque de Iorque e de Cecília Neville. Era irmã dos reis de Inglaterra Eduardo IV e Ricardo III. 
Foi duquesa da Borgonha como a terceira esposa de Carlos, o Temerário, depois de ter estado noiva de Pedro de Coimbra, Condestável de Portugal, que chegou a lhe enviar um anel de noivado e cujo contrato de casamento chegou a ser redigido.

## Início da vida
A mãe de Carlos, o Temerário, Isabel de Portugal, como neta de João de Gante foi consequentemente, simpática à Casa de Lencastre. Ela acreditava que o comércio da Borgonha, do qual o Ducado obteve a sua vasta riqueza, dependia de relações de amizade com a Inglaterra. Por esta razão, ela estava preparada para favorecer qualquer partido inglês que também fosse favorável à Borgonha. Em 1454, ela favoreceu a Casa de Iorque, liderada pelo pai de Margarida, Ricardo. Embora o rei da Inglaterra, Henrique VI, fosse o chefe da Casa de Lencastre, sua esposa, Margarida de Anjou, era uma sobrinha do inimigo amargo da Borgonha, Carlos VII da França; dessa forma ela compartilhava da inimizade. O duque de Iorque, por outro lado, era contra os franceses, sendo aliado dos burgúndios. Devido a isso, quando o duque de Iorque chegou ao poder em 1453 - 1454, durante o primeiro período de Henrique VI de insanidade, as negociações foram feitas entre ele e Isabel para um casamento entre Carlos, o Temerário, depois conde de Charolais, e sua filha caçula de 8 anos, Margarida. As negociações se esgotaram, porém, devido a lutas pelo poder na Inglaterra, e por causa da preferência do pai de Carlos, Filipe, o Bom, para com uma aliança francesa. Filipe Carlos, nos fins de março do ano de 1454, se tornou noivo de Isabel de Bourbon, filha de Carlos I, Duque de Bourbon, e Inês de Borgonha, com quem se casou em 31 de outubro de 1454.

## Casamento
Margarida, sendo uma ferramenta útil nas negociações para a sua família, aos 20 anos ainda era solteira, quando Isabel de Bourbon faleceu em setembro de 1465. Carlos tinha apenas uma filha, Maria, o que tornou um imperativo para ele se casar novamente. A situação havia mudado desde 1454: Carlos era agora muito respeitado por seu pai, que tinha em sua velhice o encarregado a governar a Borgonha; Carlos era a favor da Inglaterra, e queria realizar um casamento inglês e uma aliança contra os franceses. A  família de Margarida era muito mais poderosa e segura do que tinham sido em 1454: seu pai tinha sido morto na Batalha de Wakefield em 30 de dezembro de 1460, mas seu irmão era agora o rei Eduardo IV de Inglaterra, cujo reinado apenas enfrentava a oposição de Margarida de Anjou, esposa do antigo rei, Henrique VI de Inglaterra e seu filho, Eduardo de Westminster. Em razão disso, Margarida havia se transformado em uma noiva muito mais valiosa do que ela anteriormente, quando era vista apenas como a filha de um mero duque. Devido a isso, Carlos enviou seu assessor próximo, Guilherme de Clugny, a Londres semanas depois da morte de Isabel, com a intenção de propor a Eduardo IV um casamento entre Carlos e Margarida. Eduardo respondeu calorosamente, e na primavera de 1466 enviou o seu cunhado, Senhor Scales, a Borgonha, onde Scales fez uma oferta formal da mão de Margarida em casamento com Carlos, e apresentou a própria proposta de Eduardo de um casamento recíproco entre a filha de Carlos, Maria, e o irmão de Eduardo, Jorge, Duque de Clarence. 
O casamento não aconteceu de imediato, no entanto. Conversas contínuas foram necessárias, particularmente desde que Carlos não estava disposto a casar sua filha única e herdeira potencial com Clarence, e essas conversas foram realizadas por Anthony, Grand Bastardo de Borgonha, meio-irmão de Carlos. Mas os problemas adicionados foram introduzidas pelos franceses: Luís não queria uma aliança entre Borgonha e Inglaterra, seus dois maiores inimigos. Luís, nesse sentido, tentou separar os dois, oferecendo a mão de sua filha mais velha, Ana de França, a Carlos, e sua filha mais nova Joana, para o irmão mais novo de Eduardo, Ricardo, duque de Gloucester, e também propôs um casamento entre seu cunhado Filipe II, duque de Sabóia e Margarida. Eduardo mostrou interesse nas duas últimas proposições, ofendendo Carlos, o Temerário, e atrasando as relações anglo-borgonhesa.
Em vez disso, em 1466, Margarida foi prometida em casamento a Pedro de Coimbra, Condestável de Portugal, a quem os catalães rebelde tinham convidado para ser seu rei. Pedro foi ele próprio um sobrinho de duquesa Isabel de Portugal e assim, o noivado significou uma tentativa de aplacar a Borgonha. Não era para ser, no entanto, desgastado pela doença, decepções, tristezas e excesso de trabalho, Pedro morreu em 29 de junho de 1466, deixando Margarida disponível mais uma vez.
Em 1467, a situação havia mudado novamente. Filipe, o Bom tinha morrido, e Carlos, o Temerário tornou-se duque de Borgonha. Ricardo Neville, Conde de Warwick, se voltaram contra Eduardo IV, e estava conspirando contra ele, com o apoio francês. Eduardo em tais circunstâncias, precisou do apoio de Carlos, e desde que sem mais nenhum obstáculo para as negociações do casamento, formalmente concordou  em outubro de 1467. As negociações entre a mãe do duque, Isabel, e o rei da Inglaterra irmãos-de-lei, Lords Escalas e Rivers, em seguida, procedeu entre dezembro de 1467 e junho de 1468. Durante este tempo, Luís XI fez tudo que podia para impedir o casamento, exigindo que o Papa se recusam a dar uma dispensa para o casamento (o casal eram primos em quarto grau), o comércio promissor graças ao Inglês, comprometendo a crédito de Eduardo com  banqueiros internacionais para impedi-lo de ser capaz de pagar o dote de Margarida, incentivando uma invasão Lancastriana de Gales, e caluniando Margarida, alegando que ela não era virgem e tinha tido um filho bastardo. Ele foi ignorado, no entanto, a dispensa foi assegurada após a subornos Burgundian garantiu aquiescência papal, e um acordo complexo foi elaborado entre a Inglaterra e a Borgonha, cobrindo de defesa mútua, comércio, câmbio, direitos de pesca e liberdade de viajar, todas baseadas no casamento entre o duque e a princesa Margarida. Pelos termos do contrato de casamento, Margarida manteve seus direitos ao trono Inglês, e seu dote foi prometido à Borgonha, mesmo se ela morresse no primeiro ano (muitas vezes, o dote voltaria a família da noiva sobe tais circunstâncias).
O contrato de casamento foi concluído em fevereiro de 1468, e assinado por Eduardo IV, em março. A dispensação do Papa chegou no final de maio, e os preparativos para enviar à Borgonha Margarida começou. Havia pouco entusiasmo por ela, os franceses, naturalmente, detestava essa união entre os dois inimigos, enquanto os comerciantes Inglês, que ainda sofria restrições na venda de seus tecidos na Inglaterra, mostrou sua desaprovação, atacando comerciantes holandeses e flamengos entre eles.
Margarida deixou Margate para Sluys em 23 de junho de 1468. Lord Scales escoltou para atender seu noivo futuro. Apesar de Luis XI ter ordenado seus navios para agarrá-la em sua jornada, sua caravana cruzou sem nenhum incidente, atingindo Sluys, na noite do dia 25. No dia seguinte, ela se encontrou com a mãe do noivo, Isabel, e sua filha, Maria, a reunião foi um sucesso, e as três permaneceriam amigas para o resto de suas vidas. Em 27 de Junho, ela conheceu Carlos pela primeira vez. Era uma mulher de boa aparência; Margarida tinha traços finos, alta, sua postura reta. seus olhos eram cinzentos, sua boca era pequena, seu sorriso que lhe permitia demonstrar seu humor irônico, sua inteligência, e sua graciosidade. Para Carlos, era totalmente ao contrário; escuro e corpulento o duque Carlos, o Temerário, que era menor do que ela: quando eles se encontraram pela primeira 
vez, ela foi forçada a dobrar, a fim de receber seu beijo. Mas sua inteligência estava ansioso, e sua força de vontade, ela fez uma noiva digna para o Duque. Os dois se casaram em particular cinco horas - seis horas em 3 de julho, na casa de um rico mercador de Damme. Carlos, em seguida, partiu para Bruges, permitindo que a nova duquesa a honra de entrar separadamente algumas horas mais tarde.
As celebrações que se seguiram foram extravagantes mesmo para os padrões dos burgúndios, que já eram conhecidos por sua opulência e festividades generoso. A noiva fez sua entrada Joyous em uma maca de ouro puxado por cavalos brancos, vestindo sobre sua cabeça uma coroa. Durante esta procissão, ela encantou os burgueses da cidade de Bruges, quando ela escolheu para acenar para eles ao invés de fechar-se longe do vento e da chuva. Na própria cidade, o vinho jorrou livremente de sculpted arqueiros e pelicanos em árvores artificiais; os canais foram decorados com lanternas, e as pontes adornada com flores; os braços do feliz casal foram exibidos em todos os lugares, acompanhado pelo lemas do par: Je Charles 'l'ay emprins ("Eu tenho realizado isso") e Bien Margaret en aviengne ("Que bom vir dele"). As comemorações também incluíram o "Torneio da Árvore de Ouro", que foi organizado em torno de uma detalhada elaborada alegoria, concebida para homenagear a noiva.
Quando o duque e a duquesa apareceu lá, ambos usavam coroas magnífica: a coroa de Margarida (feito em cerca de 1461) foi adornado com pérolas, e com esmaltado rosas brancas para a Casa de Iorque conjunto entre o vermelho, verde e branco letras esmaltada de seu nome, com ouro C e M, entrelaçados como os amantes (ele ainda pode ser visto na tesouraria na Catedral de Aachen). A remoção da coroa para Aachen foi significativo, pois permitiu a sua sobrevivência contra a devastação da tarde Guerra Civil Inglês que envolveu a destruição de todas as principais jóias Inglesas da Coroa. Assim, permanece como a única medieval coroa real britânica ainda sobrevivente.
Carlos usava uma coroa de grande magnificência, acompanhado por um vestido de ouro incrustado com diamantes, pérolas e jóias grandes. Os desfiles, as ruas revestidas com tapeçarias penduradas em casas, a festa, o masques e entretenimentos alegóricos, as jóias, impressionou todos os observadores como "o casamento do século". É refeito em Bruges para os turistas a cada cinco anos com o próximo evento em 2012, a última tendo ocorrido em agosto de 2007.

## Duquesa de Borgonha

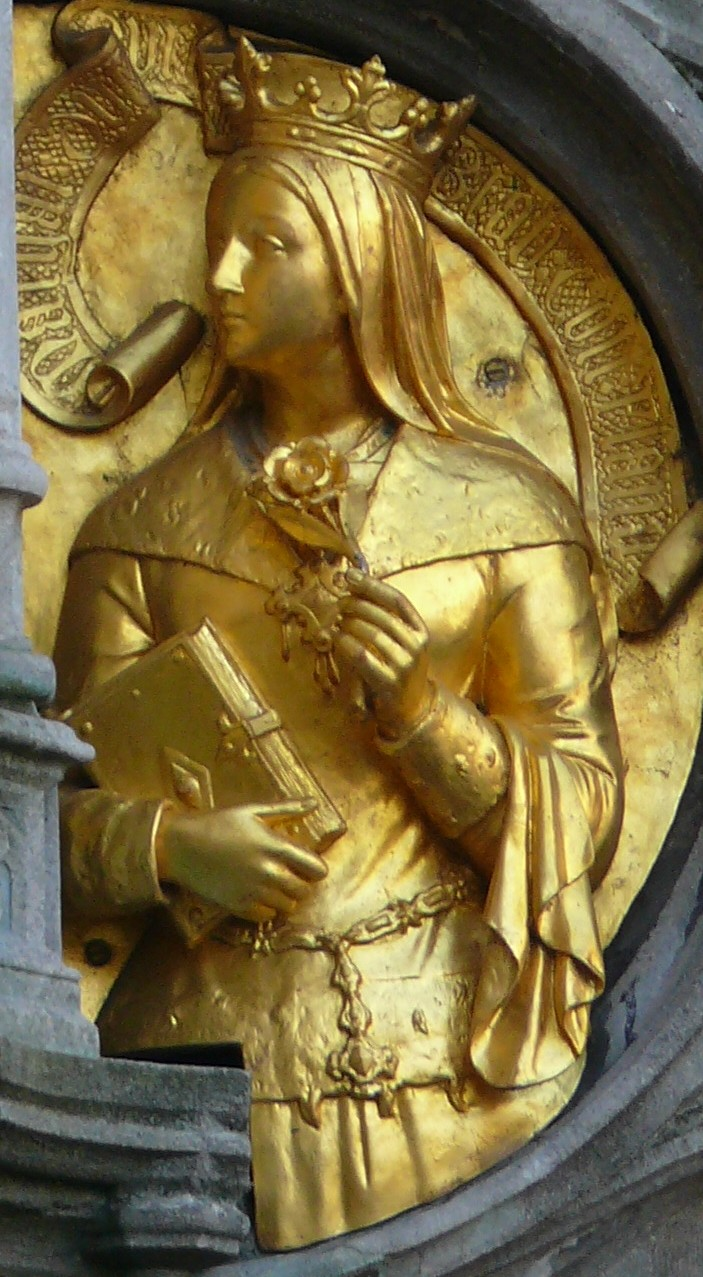
Estátua de Margarida localizada na Basílica do Sangue Sagrado (Heilig-Bloedbasiliek), em Bruges, na Bélgica.

Embora o casamento não tenha gerado filhos, Margarida provou ser um recurso valioso para a Borgonha. Imediatamente após seu casamento, ela viajou com a enteada Maria para Flandres, Brabante e Hainaut, visitando as cidades grandes: Ursel, Ghent, Dendermonde, Asse, Bruxelas, Oudenaarde e Kortrijk onde todos ficaram impressionados com sua inteligência e capacidade. Menos valioso, talvez, foram as ligações familiares que ela trouxe. Em 1469, seu irmão, Eduardo IV, tentou presentar Carlos, o Temerário com a Ordem da Jarreteira, uma honra que teria feito de Carlos culpado de traição contra Luís XI caso ele houvesse aceitado. A duquesa viúva Isabel advertiu seu filho a recusar a oferta, o que fez, dando a Luís XI uma desculpa para continuar suas maquinações contra a Borgonha. No mesmo ano, Eduardo IV e seu irmão o Duque de Gloucester, foram forçados a fugir da Inglaterra, quando seu irmão o Duque de Clarence, e seu padrasto, o Conde de Warwick, se rebelaram o que levou o rei para o exílio; Carlos foi obrigado a interceder por parte de seu cunhado, ordenando os comerciantes de Londres a jurar lealdade a Eduardo sob a ameaça de perderem os seus direitos de negociação em Borgonha, uma ameaça que se revelou bem sucedida. Mas no ano seguinte, Margarida ficou desesperada quando Clarence e Warwick apoiaram uma invasão francesa a Inglaterra apoiada pelos Lencastre: apesar de ter, ao lado de sua mãe Cecília Neville, duquesa viúva de Iorque, tentado reconciliar o Duque de Clarence e o rei Eduardo IV, a rebelião continuou, e em 2 de outubro de 1470, a Casa de Lencastre retomou o poder e Eduardo buscou refúgio com Margarida e Carlos, na Borgonha.
A deposição de seu irmão reduziu o valor dinástico de Margarida, o que, juntamente com a consideração pelo seu irmão, a fez implorar apaixonadamente ao marido que ele suporte Eduardo e o ajude a restaurá-lo ao trono. No entanto, seu marido prestou pouca atenção a ela implorando, quando ele decidiu apoiar Edward, foi quando ele decidiu por si mesmo que estava em seu melhor interesse para opor-se à regra Lencastre da Inglaterra, apoiada como era por uma França que tinha no início de dezembro de 1470 foram encorajados pela situação Inglesa para declarar guerra à Borgonha. Mesmo assim, em 4 de janeiro de 1471, Carlos tinha concordado em apoiar o rei no exílio em recuperar o trono Inglês, e essa renovação de amizade entre os dois homens foi seguido por Eduardo visitar Margaret em Hesdin até 13 de janeiro, a primeira vez que o par tinha visto um ao outro desde a partida de Margaret da Inglaterra. Em abril, Eduardo estava de volta na Inglaterra: Margarida acompanhava os acontecimentos com atenção, solicitando detalhes meticulosos de eventos na Inglaterra, e foi com agrado a reconciliação entre Clarence e Eduardo. Ela também forneceu sua mãe-de-lei, Isabel, com informações sobre o andamento da campanha de Eduardo para reconquistar o trono: foi ela, por exemplo, que respondeu às perguntas de Isabel sobre o tratamento desrespeitoso alegada do Conde de Warwick, explicando que Eduardo tinha "ouvido falar que ninguém na cidade acreditava que Warwick e seu irmão foram mortos, então ele [Eduardo] tiveram seus corpos trazidos para São Paulo onde foram definidos e descoberto a partir do peito para cima, à vista de todos." Eduardo IV foi restaurado com sucesso; Eduardo de Westminster, o filho e herdeiro de Henrique VI, havia morrido na batalha, e Henrique VI, que tinha sido brevemente restaurado, morreu em sua cela na Torre de Londres, duas semanas depois. As duas mortes elevaram para um fim da linha direta da Casa de Lencastre.
A esta altura, a saúde de Isabel estava começando a falhar; em junho de 1471, ela elaborou sua vontade, em que ela legou sua residência favorita de La Motte-au-Bois-de Margarida. No entanto, ao mesmo tempo, Isabel e Carlos bateu contra a família de Margarida: com Henrique VI e seu filho morto, Isabel foi um dos membros mais graduados da Casa de Lencastre, e teve uma boa alegação para o trono Inglês; esta afirmação ela era legalmente transferido para Carlos em julho, o que permitiria Carlos no final daquele ano, oficialmente reclamar o trono Inglês, a despeito de seu genro iorquista rei da Inglaterra. No entanto, Carlos optou por não pressionar a alegação, encontrando-se mais a sua vantagem para manter o seu apoio de Eduardo IV.
Em 1477, a posição de Margarida como duquesa de Borgonha não era mais tão brilhante como tinha sido: após a morte de Isabel em 1471, Carlos tinha se tornado cada vez mais tirânico e grandioso, sonhando com a montagem de um reino de Lotaríngia do Mar do Norte ao Mediterrâneo; para realizar isso, guerreou continuamente com seus vizinhos, que responderam por aliando contra ele. Enquanto isso, Luis XI provou magistral a desestabilizar o Ducado: Eduardo IV tinha sido separado da sua aliança, a reputação de Carlos e o crédito bancário havia sido minada por Luís, e comércio da Borgonha foi sufocada por embargos francês. em 1476, o Duque foi considerado como um tirano pelo seu povo, que estavam sofrendo com a recusa francesa de exportar o seu vinho e pão à Borgonha, e que temiam represálias sua terrível contra os rebeldes sendo desencadeadas sobre eles. Em 1476, ele arranjou para sua filha e herdeira, Maria, Duquesa da Borgonha, para ser noiva de Maximiliano de Habsburgo, em 5 de janeiro de 1477, ele foi morto em batalha em Nancy, na Lorena.

## A Duquesa Viúva
Foi na esteira da morte de seu marido que Margarida provou verdadeiramente ser inestimável para a Borgonha. Ela sempre foi considerada como um político hábil e inteligente; contudo, ela foi ainda além. Para a enteada Maria, agora duquesa de Borgonha, ela deu a orientação e ajuda imensurável: usando suas próprias experiências na corte de Eduardo IV, onde tinha sido usada como um peão e contribuiu para o arranjo de seu próprio casamento, ela sabiamente orientou a duquesa para decidir o seu casamento; contra a onda de ofertas de casamentos que inundou as duas duquesas, em Gante (O Duque de Clarence recentemente viúvo, a partir do Delfim da França com 7 anos de idade, irmão de Isabel Woodville esposa de Eduardo IV), ela se manteve firme, e aconselhou Maria para se casar com Maximiliano I de Habsburgo, filho do imperador Frederico III de Habsburgo, então com  18 anos, a quem Carlos, o Temerário tinha noivado Maria, e que era ambicioso e suficientemente ativo, na opinião de Margarida, para defender o legado de Maria. Ela fortemente aconselhou a aceitar Maximiliano, e casar com ele imediatamente, ele chegou em Borgonha em 5 de agosto de 1477, em 17 de agosto havia chegado no Castelo de Ten Waele, em Gante. Ele conheceu Maria lá e citou "pálida como a morte", mas encontraram um ao outro ao seu gosto mútuo - e tomaram parte dos jogos tradicionais de amor cortês, dizendo a Maximiliano antes da nobreza reunidos que sua noiva "tinha sobre ela um cravo convinha-lhe a descobrir. " O cravo devidamente comprovado para a corpete da duquesa, de que Maximilian cuidadosamente removido. Os dois se casaram no dia seguinte, em 18 de agosto.
Borgonha estava longe de ser segura: o Ducado de Borgonha já tinha sido conquistado pelos franceses, que continuavam a atacar por todos os lados, aproveitando a instabilidade do estado. Margarida agora mudou-se para garantir o apoio militar de seu irmão, Edward IV; enviou apoio suficiente para permitir que Maria e Maximiliano resistam aos avanços franceses, embora o Ducado em si permaneceu perdido. Luís XI, reconhecendo o perigo Margarida representava para ele, tentou comprá-la fora com uma pensão francesa e uma promessa de protegê-la pessoalmente, ao que ela recusou desdenhosamente, e em vez disso embarcou no verão de 1480 para Londres, onde ela negociou uma retomada da aliança Anglo- Borgonha e a renovação do comércio. Ela não parou por aí no apoio a Maria e Maximiliano, quando, em 22 de julho de 1478, Mary deu à luz um filho e herdeiro, Felipe , Luís XI houve rumores de que a criança era na verdade uma menina. Margarida, que era madrinha da criança, desmentiu o boato: como o partido Batizado deixou a igreja de St Donat, ela provou conclusivamente que a criança era um homem sem dúvida, por despi-lo e apresentá-lo a multidão. Em 1480, o próximo filho de Maria e Maximilian era uma menina: o duque e a duquesa nomeou Margarida , depois de a duquesa viúva. Margarida foi, porém, foi um golpe devastador em 1482: sua muita amada enteada, Maria, caiu de seu cavalo, enquanto caçava, e quebrou as costas. Os ferimentos foram fatais, e Maria morreu em 27 de março. Do ponto de vista pessoal, este foi um duro golpe para a Margarida, politicamente, a morte de Maria enfraquecera o Estado da Borgonha ainda mais. Os burgúndios foram agora doente de guerra, e disposto a aceitar a regra de Maximiliano como regente de seu filho, de 4 anos de idade Duque Filipe, ou mesmo como guardião dos filhos. Eles forçaram sua mão: em 23 de Dezembro de 1482, os três estados da Baixada assinaram o Tratado de Arras com Luís XI, concedendo-lhe a Lowlands Borgonha, Picardia e no condado de Boulonha. Margarida foi incapaz de garantir assistência de Eduardo IV, que tinha feito uma trégua com a França e, consequentemente, ela e Maximiliano foram forçados a aceitar o fato consumado. Maximiliano intermediou uma paz pessoal com Luís organizando para sua filha, Margarida, para ser noiva do jovem delfim da França, ela foi enviada para ser criado na corte francesa, levando com ela o condado grátis da Borgonha e do condado de Artois com ela como um dote.
Este não foi o fim dos problemas para Margarida e Maximiliano: os holandeses ainda não gostavam de seu governo do território. Em 1488, ele foi preso em Bruges por parte dos cidadãos, e foi libertado somente em cima de fazer amplas concessões. No ano seguinte, ele foi chamado de volta para a Áustria por seu pai, o Imperador; Borgonha foi deixada para ser governada por Margarida juntamente com os Estados da Borgonha, ambos os quais também se comprometeu a tutela do jovem Duque Filipe de Habsburgo, embora Maximiliano continuou a ter um interesse distante do país, e um maior interesse em seus filhos.
A esta altura, Margarida já havia sofrido mais tragédias pessoais. Seu irmão, o duque de Clarence, tinha sido executado por Eduardo IV em 1478; próprio Eduardo havia morrido da doença em 1483 e, finalmente, seu irmão mais novo Ricardo, que assumiu o trono como Ricardo III foi morto em 1485 na Batalha de Bosworth pelo líder da Casa de Lencastre, Henrique Tudor, Conde de Richmond, um primo e sobrinho de Henrique VI, que passou a se tornar Henrique VII, e se casar com a filha de Eduardo IV, Isabel de Iorque. Com a morte de Richard, a Casa de Iorque deixou de regra, na Inglaterra. Margarida, consequentemente, foi um firme defensor de alguém disposto a desafiar Tudor, e apoiada tanto Lambert Simnel e Perkin Warbeck, mesmo indo tão longe a ponto de reconhecer Warbeck como seu sobrinho, o filho mais novo de Eduardo IV, o duque de Iorque. Warbeck foi, provavelmente, um impostor, e que seria preso na Torre de Londres e posteriormente executado por Henrique VII. Henrique, de fato, sem dúvida, encontrou problemas com margarida, mas havia pouco que poderia fazer, desde que ela era protegida por Maximiliano.
Em 1493, Borgonha estava se recuperando. O casamento de Carlos VIII de França com a duquesa Ana da Bretanha permitiu que o eventual retorno de sua noiva, a jovem Margarida, à Borgonha e os cuidados de sua madrasta, a duquesa viúva Margarida; a Paz de Senlis, que a retornou para sua família, também retornou dote dos condados de Artois e Borgonha Palatino, e estabeleceu que Duque Filipe ocuparia regra pessoal, no ano seguinte, quando chegou aos 16 anos. Quando esta ocorreu devidamente, em 1494, o Ducado devidamente ganhou uma medida de estabilidade. Em 1496, o duplo casamento foi feito: a jovem Margarida de Áustria casou com João, príncipe das Astúrias, herdeiro do trono de Castela e Aragão, enquanto Filipe casou com a irmã de João, Joana I de Castela, que mais tarde seria conhecido como "louca", devido à sua insanidade. Nem o casamento foi um sucesso: João morreu pouco depois de seu casamento, e a jovem Margarida, foi enviada de volta à Borgonha, culpada por não ter previsto a Espanha com um herdeiro, Joana e Filipe, por outro lado, produziu seis filhos, mas seu casamento foi marcada por infidelidades do Duque e o ciúme apaixonado de sua esposa.
Em 1498, Joana teve uma filha, Leonor. Em 1500, ela deu à luz um filho, que foi chamado de Carlos, em homenagem a seu bisavô, Carlos, o Temerário, e ela deu à luz uma filha, Isabel, em 1501. Quando, em 1502, o duque e a duquesa de Borgonha foram para Castela, onde estavam a ser proclamados herdeiros, eles deixaram os filhos sob os cuidados de Margarida, que tomou uma grande dose de responsabilidade pessoal para eles. Os contos que ela contou ao jovem Carlos sobre a Guerra das Rosas, iria inspirar-lhe noções de cavalheirismo "romantismo" aristocrática, e os ideais missionários da Borgonha.
Margarida morreu em 23 de novembro de 1503, com a idade de 57 anos , logo após o retorno de seu passo-neto, Felipe, o Belo, a Borgonha. Sua morte naquele ano permitiu-lhe ser poupado do sofrimento da morte prematura de Filipe de febre tifóide em 1506.